# Тот, Эде
Эде Тот (венг. Tóth Ede; 11 марта 1884, Орадя, Австро-Венгрия — 1 марта 1943, Будапешт) — венгерский теннисист. Участник летних Олимпийских игр 1908 и 1912 годов.

## Биография
Эде Тот родился 11 марта 1884 года в австро-венгерском городе Орадя (сейчас в Румынии).
Выступал в соревнованиях за Будапештский теннисный клуб. В 18-летнем возрасте занял второе место в чемпионате Венгрии. В 1904 и 1908 годах выигрывал чемпионат Венгрии в одиночном разряде.
В 1908 году вошёл в состав сборной Венгрии на летних Олимпийских играх в Лондоне. В одиночном разряде в 1/32 финала победил Йозефа Грусса из Богемии — 6:3, 2:1, в 1/16 финала уступил Джеймсу Парку из Великобритании — 1:6, 3:6, 2:6. В парном разряде вместе с Енё Жигмонди в 1/8 финала проиграли Джозии Ричи и Джеймсу Парку из Великобритании — 1:6, 0:6, 3:6.
В 1912 году вошёл в состав сборной Венгрии на летних Олимпийских играх в Стокгольме. Был заявлен в одиночном и парном разрядах, но не вышел на старт.
После окончания выступлений работал национальным тренером, входил в бюро Венгерской федерации тенниса, затем был её почётным членом.
Умер 1 марта 1943 года в Будапеште.